# Shooter Jennings
Shooter Jennings (nascido como Waylon Albright Jennings, 19 de maio de 1979) é um cantor de americano de música country.

## Discografia

### Álbuns
- 2005 - Put the "O" Back in Country
- 2006 - Electric Rodeo
- 2006 - Live at Irving Plaza 4.18.06
- 2007 - The Wolf
- 2012 - Family Man
- 2013 - The Other Life

### Singles
- 2005 - "4th of July"
- 2005 - "Steady at the Wheel"
- 2006 - "Gone to Carolina"
- 2006 - "Some Rowdy Women"
- 2007 - "It Ain't Easy"
- 2007 - "Walk of Life"
- 2008 - "This Ol' Wheel"